# Benedik
Benedik je priimek v Sloveniji, ki ga je po podatkih Statističnega urada Republike Slovenije na dan 1. januarja 2010 uporabljalo 522 oseb in je med vsemi priimki po pogostosti uporabe uvrščen na 567. mesto.

## Znani slovenski nosilci priimka
- Boris Benedik (*1966), kegljavec
- Božo Benedik (1916—2004), športni (veslaški) delavec in publicist (Bled)
- Brane Benedik (*1960), smučarski skakalec
- Drago Benedik (1909—1974), zdravnik dermatovenerelog
- Emil Benedik (*1965), klinični psiholog, psihoterapevt
- Evgen Benedik, klinični dietetik, pediater
- Franc(e) Benedik (*1944), zgodovinar, muzealec
- Francka (Frančiška) Benedik (*1947), jezikoslovka dialektologinja
- Grega Benedik (*1962), alpski smučar
- Gregor Benedik (1850—1923), slikar panjskih končnic
- Jaka Benedik, oblikovalec lesa
- Janko Benedik (1868—1929), zdravnik in družbeni delavec z Bleda (Janko mlajši 1906—1977)
- Ljudmila Benedik, radiokemičarka (IJS)
- Majda Benedik (1918—1995), zdravnica pediatrinja
- Majda Benedik Dolničar, pediatrinja hematoonkologinja
- Marko Benedik (1940—2010), duhovnik, zgodovinski publicist, dr.
- Martin Benedik (1910—1999), zdravnik kirurg, zdravstveni organizator
- Martin Benedik (*1950), latinist, predavatelj FF UL
- Matic Benedik (*1993), smučarski skakalec
- Metod Benedik (1943—2025), kapucin, teolog, cerkveni zgodovinar, univ. profesor
- Raša Benedik (*1930), baletni plesalec, koreograf (na Švedskem)
- Tanja Benedik, zborovodkinja
- Valentin Benedik (1907—1989), župnik, popotnik, dobrotnik, publicist
- Valentin Benedik, restavrator/konservator

## Tuji nosilci priimka (Slovaki)
- Pavol Benedik, slovaški duhovnik, avguštinec, papeški komornik v Vatikanu

- Peter Benedik (*1947), slovaški nogometaš in trener